# May Whitty
Mary Louise Webster, também conhecida profissionalmente como May Whitty e depois Dame May Whitty DBE (19 de junho de 1865 – 29 de maio de 1948) foi uma atriz de teatro e cinema britânica.
Ela nasceu em Liverpool, Inglaterra e morreu em Beverly Hills, Estados Unidos.

## Filmografia parcial
- Enoch Arden (1914)
- The Little Minister (1915)
- Colonel Newcombe, the Perfect Gentleman (1920)
- A Dama Oculta (1938)
- Mergulho no Inferno
- My Name Is Julia Ross (1945)
- Devotion (1946)
- Green Dolphin Street (1947)
- This Time for Keeps (1947)
- If Winter Comes (1947)
- The Sign of the Ram (1948)
- The Return of October (1948)